# Neoscona bihumpi
Neoscona bihumpi – gatunek pająka z rodziny krzyżakowatych.
Gatunek ten opisany został po raz pierwszy w 1988 roku przez S.K. Patela na łamach czasopisma „Current Science”. Jako miejsce typowe wskazano Gadhadę na południowy zachód od Bhavnagar w Gudźaracie w Indiach.
Pająk ten osiąga 6,5 mm długości ciała przy karapaksie długości 2,5 mm i szerokości 3 mm oraz opistosomie (odwłoku) długości 4,5 mm i szerokości 5 mm. Karapaks jest żółtawy. Część głowowa jest zwężona i lekko wyniesiona, zaopatrzona w ośmioro oczu. Oczy pary przednio-bocznej leżą znacznie bardziej z tyłu niż przednio-środkowej, a tylno-bocznej nieco bardziej z tyłu niż tylno-środkowej. Oczy par środkowych rozmieszczone są na planie nieco dłuższego niż szerszego prostokąta. Mocne szczękoczułki są żóławobrązowo zabarwione. Szersza niż dłuższa warga dolna jest brązowa z rozjaśnioną krawędzią odsiebną, a szczęki są szerokie. Sternum jest podługowato-sercowate z szpiczastym tyłem, srebrzystobiało łaciate. Odnóża również są żółtawobrązowe z ciemniejszym obrączkowaniem. Opistosoma jest trójkątnawa, zaopatrzona w parę guzów barkowych, ciemnobrązowa ze srebrzystobiałymi łatami. Płytka płciowa samicy odznacza się przewężonym na zgięciu trzonkiem.
Pajęczak orientalny, endemiczny dla Indii, znany tylko ze stanu Gudźarat.